# Științifico-fantastic militar

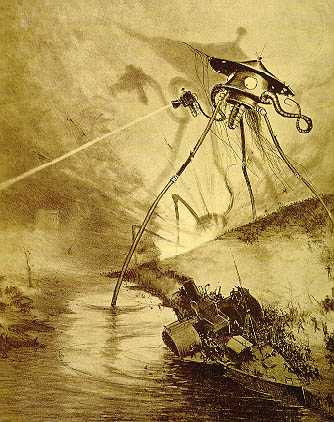
Tripod din Războiul lumilor de H.G. Wells.

Științifico-fantasticul militar (din engleză Military science fiction) este un subgen al science-fiction-ului, în care personajele principale sunt fac parte dintr-un serviciu militar și în care un conflict armat are loc, în mod normal în spațiu sau pe o altă planetă diferită de Pământ. O descriere detaliată a conflictului, tacticile folosite, rolul serviciului militar, precum și descrierea unor membri individuali ai acestui serviciu militar constituie baza pentru o lucrare științifico-fantastică militară. Povestirile acestui sub-gen de multe ori descriu și conflicte efective ale Pământului din trecut sau actuale, țările sunt înlocuite de planete întregi sau galaxii cu caracteristici similare, navele de luptă sunt înlocuite cu nave spațiale de luptă și anumite evenimente sunt schimbate, astfel încât autorul poate extrapola despre cauzele, desfășurarea și efectele războiului.

## Caracteristici
Valorile militare tradiționale ale vitejiei, sacrificiului, simțului datoriei și ale camaraderiei sunt subliniate, iar acțiunea este de obicei descrisă din punctul de vedere al unui soldat. De obicei, tehnologia este mai avansată decât cea din prezent și descrisă în detaliu. Cu toate acestea, în unele povestiri, tehnologia este destul de statică și se folosesc arme care ar fi familiare soldaților de astăzi, dar alte aspecte ale societății s-au schimbat. De exemplu, femeile pot fi acceptate ca parteneri egali pentru rolurile de luptă. În multe povestiri științifico-fantastice militare, progresele tehnologice sunt adesea elementare pentru dezvoltarea intrigii. Unele lucrări fac adesea paralele cu istoria umană și faptul că descoperirile științifice sau noua doctrină pot schimba grav rezultatul luptelor și modul în care este condus războiul. Multe lucrări explorează modul în care progresul sau modificările aduse mai sus afectează doctrina militară și, de asemenea, modul în care protagoniștii și antagoniștii reflectă și se adaptează la aceste schimbări. Ficțiunea științifico-fantastice militară face, de asemenea, parte din domeniul „culturii populare și militare”.
Mai multe sub-contexte științifico-fantastice militare se suprapun cu opera spațială, concentrându-se pe bătăliile spațiale pe scară largă cu arme futuriste. La o extremă, genul este folosit pentru a specula despre viitoarele războaie care implică călătorii spațiale sau efectele unui astfel de război asupra oamenilor; la cealaltă extremă, acesta constă în utilizarea unor intrigi de ficțiune militară cu unele capcane superficiale cu tematică științifico-fantastică. Termenul „operă spațială militară” este folosit ocazional pentru a desemna acest sub-gen, așa cum este folosit de exemplu de criticul Sylvia Kelso atunci când descrie Saga Vorkosigan a lui Lois McMaster Bujold. Un alt exemplu de operă spațială militară ar fi franciza Battlestar Galactica și romanul din 1959 al lui Robert A. Heinlein, Infanteria stelară (Starship Troopers).
Distincția cheie a științifico-fantasticului militar de opera spațială este că personajele principale dintr-o operă spațială nu sunt militari, ci civili sau paramilitari. Științifico-fantasticul militar nu include neapărat întotdeauna un spațiu exterior sau un cadru multi-planetar, așa cum apare în opera spațială.